# Cova des Pas
Es tracta d'una cova descoberta al 2005 a Ferreries (Menorca) sense signes d'haver estat pertorbada per elements externs, en la qual es pogué endegar una excavació molt detallada i completa gràcies a suport públic-privat i a l'avís conscienciat dels espeleòlegs que van realitzar el descobriment de la cova. Amb una metodologia rigorosa (que incloïa la llavors innovadora fotografia digital georeferenciada), hi va treballar durant un període de set mesos un equip de nou persones: una paleoantropòloga, una restauradora (que treballava in situ) i sis arqueòlegs.

## Restes trobades
S'hi van descobrir fins a 70 individus enterrats, la majoria sencers, sempre en posició fetal. El primer individu excavat, que es trobava a l'entrada, encara conservava la cabellera i un passador de fusta amb ornaments d'estany. També es van trobar moltes restes de cordes trenades, fent llaços, algunes molt gruixudes, que sempre es trobaven sota les restes humanes. Això conjuntament amb les restes de pell de bòvid trobades dona una idea força clara de com van ser enterrats. Un individu gras es va poder identificar com a tal, ja que els seus ossos no estaven acabats de plegar del tot.
Per altra banda, dues lliteres de fusta desenterrades van ser utilitzades amb tota seguretat per dur els mort allà, tot i que es desconeix per quina banda (o com) els van dur, ja que l'entrada de la cova es troba en un penya-segat amb un desnivell considerable. Actualment és de difícil accés, en el passat podria haver sigut diferent, o no: també podrien haver despenjat les lliteres des de la part superior, potser amb certa facilitat i tot. En tot cas, això són conjectures difícils de comprovar.
Alguns dels elements que destaquen de dins la cova són: carbons, trobats sobre el terra de la cova, de fusta de llentiscle (S'ha interpretat com un signe de purificació del terreny de la cova, en algun ritual); Excrements fossilitzats, que van permetre estudiar paràsits; Pol·len d'olivera, vinya, de cereals, i moltes altres plantes silvestres (romaní...); branques de llorer i romaní relacionades amb els cossos (per la posició).
També es va documentar la momificació natural d'algunes restes musculars. De caràcter excepcional és un tumor, una punta de javelina, un braçalet i una fíbula. Els aixovars són, doncs, inexistents i no hi ha res de ceràmica. L'entorn anaeròbic, en conjunció amb un alt grau d'humitat, va derivar en l'aparició d'adipocera (una substància cerosa derivada de descomposició teixits, la qual inhibeix la putrefacció). Alguns cabells van sortir amb restes d'olis, resines i argila, però ara per ara es desconeix si l'aplicació va ser post-mortem o abans.
De tot plegat, destaca un petit tub de cuir amb base i claus de fusta d'uns 8 centímetres, amb cabell humà a l'interior, que va permetre datar el jaciment cap al bronze final pre-talaiòtic, ja que s'han trobat amb anterioritat recipients d'aquesta mena d'aquest període.

## Anàlisis de les troballes
Deixant de banda els objectes, amb la tècnica de matriu Harris es van poder posar en ordre els cossos segons l'ordre de deposició, que fou el següent: es van omplir primer els laterals i el fons (2.920 anys BP), quedant un passadís central, que s'acabà omplint fins a l'entrada (2.500 anys BP).
L'anàlisi dels ossos va mostrar que duien una vida amb estrès i força dura en esforços. Entre les paleopatologies, a part del mencionat tumor, es va documentar una columna amb les vèrtebres soldades. Les anàlisis genètiques realitzades, en la seva part, han sigut poc fructuoses. La majoria de població és típicament europea, amb alguns membres de caràcter més meridional.
Tenint en compte totes aquestes característiques, i tenint en compte també les datacions aportades, es pot concloure que es tracta d'un jaciment entre el bronze inicial i el bronze final balear, període durant el qual la indústria del bronze es torna més complexa i els assentaments naviformes es multipliquen, com també ho fan els intercanvis interns (entre illes) i externs. La punta de javelina trobada té semblances amb altres trobades a Ria de Huelva.
Al final d'aquest període naviforme els enterraments col·lectius en coves i abrics van finalitzar (850 aC.), hi ha algunes balmes amb tancaments ciclopis, com també inhumacions individuals a cel obert. Els enterraments de la Cova des Pas són paral·lels a les últimes fases de la Cova des Càrritx.
A més de bronze, en aquell moment ja es començaven a trobar els primers objectes de ferro. De fet, el contacte ple amb les cultures mediterrànies (Fenicis, Tartessos) donaria entrada al període protohistòric, que va suposar un canvi en l'estructura de poblament (talaiots), d'enterraments, tecnologia... tant a les illes Balears com també a tot el Mediterrani occidental.